# František Mlčoch
František Mlčoch (1. ledna 1855 Postoupky – 22. září 1921 Postoupky) byl český a československý politik a poslanec Revolučního národního shromáždění za Československou stranu lidovou.

## Biografie

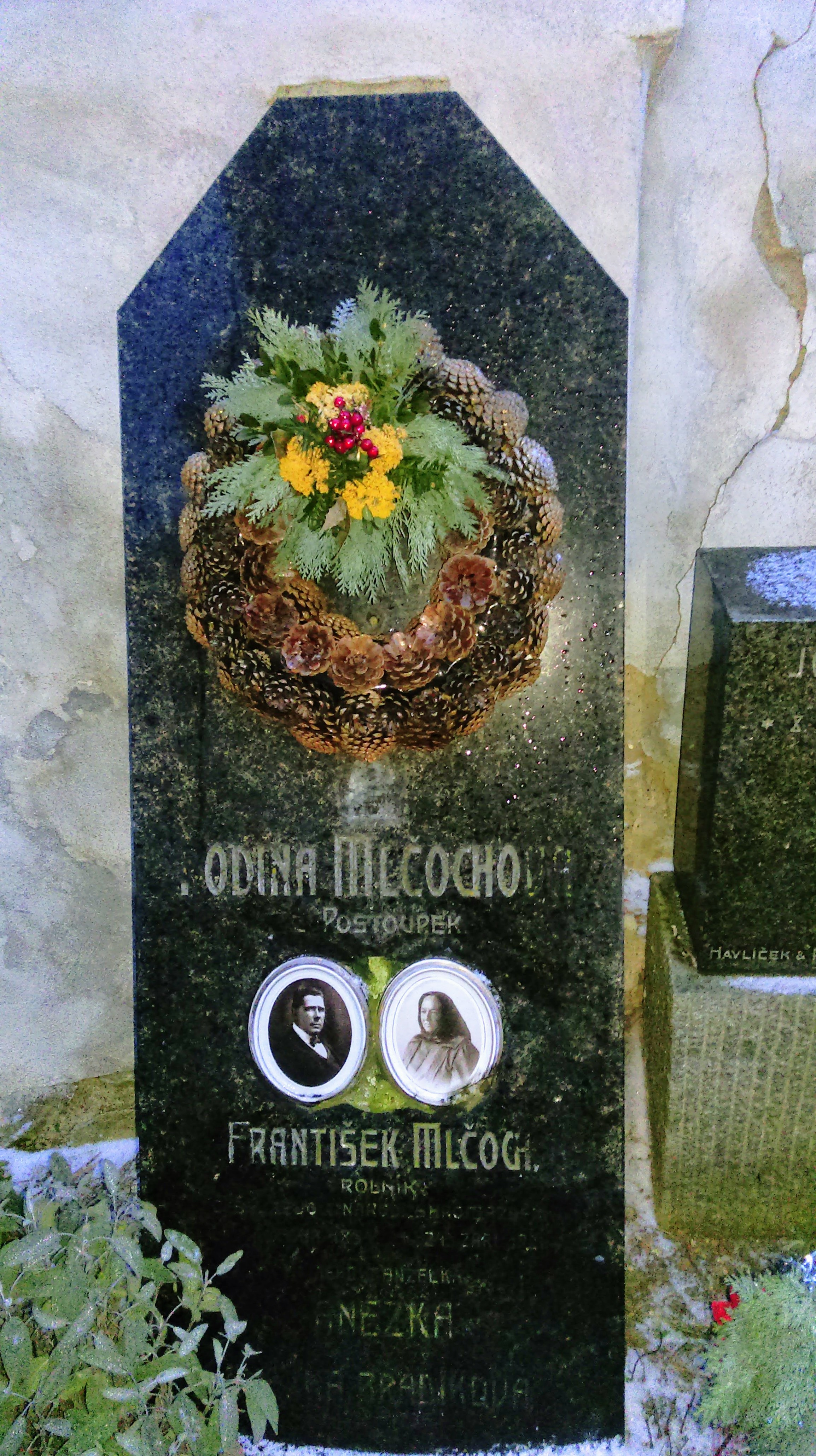
Náhrobek na hřbitově v Hradisku

Pracoval na rodinné usedlosti, kterou později převzal. Od roku 1919 byl členem ČSL. Od mládí se angažoval ve veřejném a politickém životě. Byl členem správní rady cukrovaru v Kroměříži, místopředsedou Spolku katolických rolníků pro Čechy, Moravu a Slezsko. V letech 1886-1889 byl starostou rodných Postoupek. Byl nositelem vysokého rakouského vyznamenání, Rakouský zlatý záslužný kříž, které uděloval císař civilním osobám za mimořádný přínos ve prospěch obecního dobra.
Zasedal v Revolučním národním shromáždění za Československou stranu lidovou. Mandát nabyl na 35. schůzi v březnu 1919. Byl profesí rolníkem.
Působil jako ústřední ředitel a člen správní rady cukrovaru v Malých Prosenicích.
Zemřel v dubnu 1921 po krátké nemoci a je pohřben na hřbitově v sousední obci Hradisko.